# Comtat de Lavaux
El comtat de Lavaux fou una jurisdicció feudal que va posseir Arquimbald de Grailly en feu de Savoia i del bisbe de Lausana, abraçant la regió a la vora del llac Leman coneguda per Lavaux. Si bé estrictament no era un comtat, Arquimbald es feia dir comte per l'especial estatus del lloc. A causa de les franquícies concedides pel comte de Savoia, el país de Lavaux va passar a ser autogovernat sota l'autoritat superior de Savoia, procés que s'havia completat el 1450.